# 学校法人立正大学学園
学校法人立正大学学園（がっこうほうじんりっしょうだいがくがくえん）は、東京都品川区に本部を置く学校法人。

## 沿革
学校法人立正大学学園は、1580年（天正8年）に日蓮宗僧侶の教育・研究機関として飯高檀林を創設、その後、1872年（明治5年）飯高檀林を廃し、東京芝二本榎における宗教院の設立を淵源とする。

## 設置校
- 立正大学
- 立正大学付属立正中学校・高等学校

関係校・関係機関
- 立正幼稚園（学校法人熊谷立正学園 立正大学系列）
- 特別養護老人ホーム　立正たちばなホーム（社会福祉法人立正橘福祉会　学校法人立正大学学園を母体。）
- 立正大学淞南高等学校（準附属校）

## 廃止校
- 奈良立正女子美術学院
- 立正大学保育専門学校
- 立正大学短期大学部